# Championnat du Japon de football 1985-1986
Le Championnat du Japon de football 1985-1986 est la vingtième-et-unième édition de la Japan Soccer League. Ce championnat n'est plus disputé sur l'année civile mais sur une saison. 
Furukawa Electric remporte le championnat en ayant bénéficié du retour au Japon de Yasuhiko Okudera qui fut le premier Japonais à jouer en Europe. 
En deuxième division le format de la poule unique est supprimée pour faire place à des groupes régionaux. 

## Classement de la première division
| Pos | Club              | Pts | J  | G  | N  | D  | Bp | Bc | Diff | Note                                                              |
| --- | ----------------- | --- | -- | -- | -- | -- | -- | -- | ---- | ----------------------------------------------------------------- |
| 1   | Furukawa Electric | 35  | 22 | 15 | 5  | 2  | 40 | 15 | +25  | Champion, qualifié pour la Ligue des Champions de l'AFC 1986-1987 |
| 2   | Nippon Kokan      | 28  | 22 | 13 | 2  | 7  | 39 | 22 | +17  |                                                                   |
| 3   | Honda             | 28  | 22 | 8  | 12 | 2  | 30 | 20 | +10  |                                                                   |
| 4   | Fujita Industries | 26  | 22 | 9  | 8  | 5  | 31 | 17 | +14  |                                                                   |
| 5   | Nissan            | 24  | 22 | 8  | 8  | 6  | 23 | 29 | -9   |                                                                   |
| 6   | Yamaha Motors     | 23  | 22 | 9  | 5  | 8  | 20 | 21 | -1   |                                                                   |
| 7   | Mitsubishi Motors | 22  | 22 | 8  | 6  | 8  | 29 | 19 | +10  |                                                                   |
| 8   | Hitachi           | 21  | 22 | 8  | 5  | 9  | 26 | 33 | -7   |                                                                   |
| 9   | Yomiuri           | 19  | 22 | 7  | 5  | 10 | 28 | 31 | -3   |                                                                   |
| 10  | Yanmar Diesel     | 18  | 22 | 6  | 6  | 10 | 20 | 27 | -7   |                                                                   |
| 11  | Sumitomo          | 15  | 22 | 6  | 3  | 13 | 21 | 32 | -11  | Relégués en D2                                                    |
| 12  | ANA               | 5   | 22 | 2  | 1  | 19 | 16 | 57 | -41  | Relégués en D2                                                    |

## Classement des buteurs de la D1
| Pos | Joueur           | Nombre de buts |
| --- | ---------------- | -------------- |
| 1   | Hiroshi Yoshida  | 16             |
| 2   | Akira Nishino    | 12             |
| 3   | Nobuyo Fujishiro | 11             |
| 4   | Toshio Matsuura  | 10             |
| 4   | Takashi Sekizuka | 10             |
| 4   | Koichi Kobayashi | 10             |
| 4   | Hiromi Hara      | 10             |

## Classement de la deuxième division

### Premier tour
Le premier tour est constitué de deux groupes régionaux (Est et Ouest). Chaque groupe est composé de six clubs. Les trois premiers de chaque groupe sont qualifiés pour le groupe de promotion. Les trois derniers de chaque groupe sont qualifiés pour le groupe de relégation de leur zone régionale. Aucun club ne fut relégué en D3 en raison de l'augmentation du nombre de clubs en D2 pour la saison 1986-1987. 

#### Groupe Est
| Pos | Club                 | Pts | J  | G | N | D | Bp | Bc | Diff | Note                                       |
| --- | -------------------- | --- | -- | - | - | - | -- | -- | ---- | ------------------------------------------ |
| 1   | Toyota Motors        | 17  | 10 | 8 | 1 | 1 | 23 | 6  | +17  | Qualifiés pour le groupe de promotion      |
| 2   | Toshiba              | 13  | 10 | 6 | 1 | 3 | 12 | 7  | +5   | Qualifiés pour le groupe de promotion      |
| 3   | Kofu Club            | 10  | 10 | 5 | 0 | 5 | 22 | 16 | +6   | Qualifiés pour le groupe de promotion      |
| 4   | Fujitsu              | 10  | 10 | 4 | 2 | 4 | 16 | 12 | +4   | Qualifiés pour le groupe de relégation Est |
| 5   | Seino Transportation | 8   | 10 | 3 | 2 | 5 | 13 | 21 | -8   | Qualifiés pour le groupe de relégation Est |
| 6   | TDK                  | 2   | 10 | 0 | 2 | 8 | 10 | 34 | -24  | Qualifiés pour le groupe de relégation Est |

#### Groupe Ouest
| Pos | Club                   | Pts | J  | G | N | D | Bp | Bc | Diff | Note                                         |
| --- | ---------------------- | --- | -- | - | - | - | -- | -- | ---- | -------------------------------------------- |
| 1   | Matsushita Electric    | 18  | 10 | 8 | 2 | 0 | 26 | 6  | +20  | Qualifiés pour le groupe de promotion        |
| 2   | Tanabe Pharmaceuticals | 13  | 10 | 6 | 1 | 3 | 13 | 8  | +5   | Qualifiés pour le groupe de promotion        |
| 3   | Mazda                  | 12  | 10 | 5 | 2 | 3 | 14 | 10 | +4   | Qualifiés pour le groupe de promotion        |
| 4   | New Japan Steel        | 11  | 10 | 5 | 1 | 4 | 18 | 9  | +9   | Qualifiés pour le groupe de relégation Ouest |
| 5   | Kyoto Police Dept.     | 4   | 10 | 2 | 0 | 8 | 3  | 28 | -25  | Qualifiés pour le groupe de relégation Ouest |
| 6   | Osaka Gas              | 2   | 10 | 1 | 0 | 9 | 8  | 21 | -13  | Qualifiés pour le groupe de relégation Ouest |

### Second tour

#### Groupe de promotion
| Pos | Club                   | Pts | J  | G | N | D | Bp | Bc | Diff | Note                        |
| --- | ---------------------- | --- | -- | - | - | - | -- | -- | ---- | --------------------------- |
| 1   | Matsushita Electric    | 17  | 10 | 8 | 1 | 1 | 23 | 6  | +17  | Champion de D2, promu en D1 |
| 2   | Mazda                  | 13  | 10 | 6 | 1 | 3 | 12 | 7  | +5   | Promu en D1                 |
| 3   | Toshiba                | 10  | 10 | 5 | 0 | 5 | 22 | 16 | +6   |                             |
| 4   | Kofu Club              | 10  | 10 | 4 | 2 | 4 | 16 | 12 | +4   |                             |
| 5   | Tanabe Pharmaceuticals | 8   | 10 | 3 | 2 | 5 | 13 | 21 | -8   |                             |
| 6   | Toyota Motors          | 2   | 10 | 0 | 2 | 8 | 10 | 34 | -24  |                             |

#### Groupe de relégation

##### Zone Est
| Pos | Club                 | Pts | J | G | N | D | Bp | Bc | Diff |
| --- | -------------------- | --- | - | - | - | - | -- | -- | ---- |
| 1   | Fujitsu              | 8   | 4 | 4 | 0 | 0 | 17 | 2  | +15  |
| 2   | Seino Transportation | 3   | 4 | 1 | 1 | 2 | 5  | 8  | -3   |
| 3   | TDK                  | 1   | 4 | 0 | 1 | 3 | 2  | 14 | -12  |

##### Zone Ouest
| Pos | Club               | Pts | J | G | N | D | Bp | Bc | Diff |
| --- | ------------------ | --- | - | - | - | - | -- | -- | ---- |
| 1   | New Japan Steel    | 7   | 4 | 3 | 1 | 1 | 9  | 2  | +7   |
| 2   | Kyoto Police Dept. | 3   | 4 | 1 | 1 | 2 | 4  | 7  | -3   |
| 3   | Osaka Gas          | 2   | 4 | 1 | 0 | 3 | 6  | 10 | -4   |

##### Matchs de classement
Le premier du groupe Est rencontre le premier du groupe Ouest pour déterminer le 7e et le 8e du classement. Le second de l'Est et de l'Ouest s'affrontent pour déterminer le 9e et le 10e du classement. Enfin les deux derniers de chaque groupe s'affrontent pour déterminer le 11e et le 12e du classement. 
| Pos   | Zone Est             | Score | Zone Ouest         |
| 7-8   | Fujitsu              | 0-1   | New Japan Steel    |
| 9-10  | Seino Transportation | 1-0   | Kyoto Police Dept. |
| 11-12 | TDK                  | 1-2   | Osaka Gas          |

Classement
| Pos | Club                 |
| 7   | New Japan Steel      |
| 8   | Fujitsu              |
| 9   | Seino Transportation |
| 10  | Kyoto Police Dept.   |
| 11  | Osaka Gas            |
| 12  | TDK                  |